# Hesso Schegelholtz
Hesso Schegelholtz est un chevalier de l'ordre de Saint-Jean de Jérusalem qui devient lieutenant ad interim, de mai 1411 à 10/20 mai 1412, du grand maître Philibert de Naillac pendant son voyage en Europe.

## Biographie
Schegelholtz est originaire d'Allemagne sans plus d'information. Il apparait dans l'histoire de l'Ordre le 13 février 1386 quand il prend le commandement de Kos, Kalamo et Leros qu'il garde jusqu'en mars 1412. Le 26 septembre 1389, le grand maître Juan Fernández de Heredia le nomme comme adjoint de Dominique d'Allemagne qu'il vient de désigner comme gouverneur de l'Achaïe. Après la perte de  Smyrne, comme commandeur de Kos, il attire l'attention de Philibert de Naillac sur le site d’Halicarnasse où les Hospitaliers vont construire le château Saint-Pierre. De 1399 à 1408 il est prieur de Germanie. Il est nommé en mai 1411 à la succession de Dominique d'Allemagne comme lieurenant ad interim poste qu'il conserve jusqu'à son décès à Rhodes.  Peu de temps avant sa mort, qui intervient le 10 ou 20 mai 1412 il prend en charge la commanderie de Chypre le 18 avril 1412.

## Sources
- Joseph Delaville Le Roulx, Les Hospitaliers à Rhodes jusqu'à la mort de Philibert de Naillac (1310-1421), Paris, Leroux, 1913